# レラ (サムライスピリッツ)
レラはSNK（SNKプレイモア）の対戦型格闘ゲーム『サムライスピリッツ』シリーズに登場する架空のキャラクター。

## 概要
対戦型格闘ゲーム『サムライスピリッツ』シリーズに登場するアイヌの少女であり戦士であるナコルル（2Pナコルル・羅刹ナコルル・紫ナコルル）を基にして出来たキャラクター。羅刹ナコルルが連れていた「シクルゥ」という名の狼を連れているという共通点もある。「レラ」とはアイヌ語で「風」を意味する。
初登場は制作会社「インターレッツ」が開発したアドベンチャーゲーム『ナコルル 〜あのひとからのおくりもの〜』で本編の「羅刹ナコルル」を基に新たにデザインされたキャラクターであり、物語の主要な部分で主人公やナコルルと関わった。後に『サムライスピリッツ零』（以下『零』と表記）でのこれまでの「修羅・羅刹」システムの削除に伴い、羅刹ナコルルに変わり、『ナコルル 〜あのひとからのおくりもの〜』からキャラクターを輸入するような形で、「ナコルル」と別枠の「レラ」として操作可能なキャラクターとなった。前者と後者のレラは容姿は似ているが、全くの同一人物としては描かれていない。どちらのレラも戦いを拒むナコルルに厳しい言葉をぶつけるが（『ナコルル 〜あのひとからのおくりもの〜』ではプレイヤーの選択次第ではあるが）、最後はナコルルに歩み寄る姿勢を見せる。

## キャラクター
レラのベースになったキャラクターは製作会社SNK『サムライスピリッツ』シリーズの第1作目からいる、ナコルルの2Pカラーキャラクターである。
『SAMURAI SPIRITS』と『真SAMURAI SPIRITS 覇王丸地獄変』では、2Pカラーを選択すると「ナコルル」のみ表情のグラフィックが大きく変化した2Pナコルルが登場する。1作目では耳が尖っていた。『サムライスピリッツ 斬紅郎無双剣』以降は全キャラがモードを選ぶという形で細分化されるようになり、既存の1Pナコルルが修羅、既存の2Pナコルルが羅刹となり、羅刹ナコルルは狼のシクルゥがお供となった。ハイパーネオジオ64作品の『侍魂』と『アスラ斬魔伝』ではナコルル自身のヘアスタイルまでが変化し、羅刹はボブカットになった。
そんな中、製作会社インターレッツがナコルルをヒロインとしたアドベンチャーゲーム『ナコルル 〜あのひとからのおくりもの〜』を製作、このゲームで羅刹ナコルルをベースとした「レラ」が初めて製作された。髪型は『侍魂』以降のボブカットの羅刹ナコルルをベースとしており、キャラクター設定も『アスラ斬魔伝』の羅刹ナコルルの「自然を脅かすものには迷うことなく立ち向かう凛とした少女」という設定とほぼ同じ。ただしキャラクターそのものの性格やイメージは羅刹ナコルルとは異なる。
後に発売された『零』では「修羅・羅刹」システムが廃止され、これまでの羅刹区分のキャラクターが登場しなくなった代わりに前述の『ナコルル 〜あのひとからのおくりもの〜』から輸入する形で「レラ」が新キャラクターとしてナコルルとは別枠で初登場することとなった。

### キャラクター設定
レラは「もう1人のナコルル」である。「大切なものを守るために相手の命を奪うことへのジレンマ」や「少女らしく生きたいという感情と大自然の巫女の宿命の間で揺れている」ナコルルに対し、「大自然を穢す者には迷いなく戦いに立ち向かう」「大切なものを守るためにその身を血に染める」という答えを出した姿である羅刹ナコルル。この羅刹ナコルルをベースに、「レラ」として独立したキャラクターが創られた。
2D対戦格闘版『サムライスピリッツ』シリーズでは、ナコルルと同一人物である。人格は別だが身体はナコルルと共有しているため、ナコルルとレラは同時に二人存在することはない。ナコルルが本体であり、レラは普通の人間とは異なる存在である。凛としておりクールなキャラクターだが、孤独で物悲しく儚い雰囲気も持ち合わせている。名前がなぜ「レラ」なのかは不明。ナコルルと同一人物のためプロフィールもナコルルに準ずるが、レラの人格になっている時は外見や三体数はナコルルのものと変化する。レラの前身の紫ナコルルも赤ナコルルより胸が大きいという設定がある。
『ナコルル 〜あのひとからのおくりもの〜』では、元々はナコルルと同一人物であり、普通の人間とは異なる存在である。ただし、身体と人格はナコルルとレラで別々に存在している。名前は無かったが、主人公のミカトに「レラ」と名付けられた。2D対戦格闘版『サムライスピリッツ』シリーズのレラと同じく凛としている。

### 性格
上述のように羅刹ナコルルを基に作られたキャラクターだが、表情や台詞、性格や外見などは大きく異なっており似ていない。
羅刹ナコルルの表情は妖艶を含んだ笑みが多く、台詞や声色はナコルルより明るめで活動的な少女であったのに対し、レラの表情はほぼ無表情であり他人に対して非常にクールで、表情をほぼ崩さない。
お供のシクルゥ以外とはほぼ誰とも慣れあうことはなく、孤高の存在。ただし『サムライスピリッツ』シリーズでは常にリムルルに対しては内心では身を案じている。上述のように物事を冷静に捉えるクールな性格だが『ナコルル 〜あのひとからのおくりもの〜』では優柔不断なナコルルに激高したり、『サムライスピリッツ 天下一剣客伝』（以下『天下一剣客伝』と表記）では泣くリムルルに対してうろたえることもある。

### キャラクターデザイン
羅刹ナコルルと同じく「紫」をイメージカラーとしている。
髪色は修羅ナコルルより暗めで若干青みがかった黒髪と、赤い瞳をしている(インターレッツ版は、焦げ茶色の髪に赤い瞳)。
肌の色はゲームのドット絵ではナコルルより褐色気味だが、公式イラストではどのシリーズでも修羅ナコルルと似た色白～肌色で描かれており、イラストとドット絵で肌色が統一されていない。
『侍魂』以降のボブカットの「羅刹ナコルル」をベースにデザインされているが、羅刹ナコルルは毛先が切りそろえたボブカットなのに対し、レラは毛先が不揃いのボブカットである（ただし横髪だけ長い髪型は同じ）。衣装は頭に小さめの帽子、首に長いマフラー、赤い珠のついた首かざりをつけ、紫基調の長袖の上着を着用している。上着はナコルルのように前合わせの着物ではなく、腰にも帯はつけていない。ズボンと靴の形状のみナコルルに似ている。どちらかというと冬らしい装備をしており、修羅ナコルルや羅刹ナコルルより肌の露出は下がっている。
武器は『ナコルル 〜あのひとからのおくりもの〜』では大きく湾曲した小刀を用いて戦う。『零』や『天下一剣客伝』では使用する小刀はナコルルの物と同一の「マキリ」であるが、レラは鞘を持っておらず、常に抜き身で所持している。

### 補足
『零』のエンディングでは「ナコルル、一つに戻りましょう」と言う台詞を残し、彼女が身に付けていた首飾りを残し風に溶けて消える描写がされている。
上述のように『零』で風に溶けてナコルルと一つの人格になったと思われる描写があるが、次作である『天下一剣客伝』では時間軸のないパラレル設定なのでレラも登場している。また、『天下一剣客伝』では「レラ」とは別に、初代作品のものに準拠した「紫ナコルル」が別枠で再登場している。本来の「ナコルル」も別枠で登場しているため、『天下一剣客伝』では3人のナコルルが登場していることになる。

## 技の解説
ナコルルの技が基本で、一部の技は羅刹ナコルルの技を引用したものもある。
※一部＜　＞内はアイヌ語に直訳したもの。実際のアイヌ語に照らしたとき文法の誤りも見られるので注意。

### 必殺技
狼に乗る（「狼にまたがる」とも）
シクルゥの背中にまたがって乗る。攻撃を受けた時点で分離する。
狼乗り攻撃
メル シキテ ＜閃く・牙＞
シクルゥが光を散らしながら突進する。ヒットしても不利で、分離攻撃で追撃しないと反撃を受けかねない技となっている。
カント シキテ ＜天空・牙＞
シクルゥが斜め上前方に跳び上がる。
イメル シキテ ＜稲妻・牙＞
シクルゥにまたがったまま「カムイ ムツベ ＜自然・刃＞」（ナコルルの技）を仕掛ける技。
分離攻撃
上記3つの狼乗り必殺技中に使える、6つの突進方向を選べる「アンヌ ムツベ ＜勝利・刃＞」、「レラ ムツベ ＜風・刃＞」、「カムイ ムツベ」に似た技。
ホロケウ ポック ＜狼・人間or下へ＞
『天下一剣客伝』での新技で、シクルゥの背中から飛び上がりナコルルの「ヤトロ ポック ＜鳶・人間or下へ＞」のように落下攻撃する。分離攻撃の代わりにこれを出すこともできる。
狼から降りる
シクルゥから自ら降りて分離する。

カムイフム ケスプ ＜雷鳴・踵＞
空中からの踵落とし。ナコルルの同名の技とほとんど同じだが、攻撃判定が2回発生するため、安定度が高い。
レラ キシマ テク ＜風・掴む・手＞
空中投げ。ナコルルと同じ技。
カムイ リムセ ＜自然・輪舞＞
ナコルルと同じ技で、『天下一剣客伝』でのみ使用可能。
カムイ リムセ〜狼乗り
追加入力で上記の狼乗りに移行する。
エプンキネ シキテ ＜守る・牙＞
レラのダウン中、シクルゥが相手に体当たりを行う。もとは羅刹ナコルルの技で、『天下一剣客伝』でレラの技として追加された。

### 武器飛ばし技など
ヌベキ カムイ シキテ ＜輝く・自然・牙＞
シクルゥに乗って突進して、食らった相手をジャンプ強斬りで斬りつけつつ垂直に上昇していき、昇りきった相手を「カムイ リムセ」で叩き落す技。
イルスカ エムシ ネワ シキテ ＜怒る・刀と牙＞
『サムライスピリッツ零SPECIAL』の絶命奥義。蹴りで浮かせて落ちてきた相手をジャンプ強斬りで浮かせ直して、落ちてきた相手をシクルゥと左右から同時攻撃し相手を両断する。
『SAMURAI SPIRITS 2 〜アスラ斬魔伝〜』での羅刹ナコルルの秘奥義からの引用。
キムン カムイ シキテ ＜山の神（熊）・牙＞
『天下一剣客伝』での秘奥義。炎に身を包みながらシクルゥが突進する。
『サムライスピリッツ 天草降臨』の羅刹ナコルルの怒り中版「メル シキテ」がこれに類似している。

## キャスト
- 生駒治美（ゲーム版『ナコルル 〜あのひとからのおくりもの〜』）
- 氷上恭子（『サムライスピリッツ零』、『サムライスピリッツ零SPECIAL』、OVA『ナコルル 〜あのひとからのおくりもの〜 郷里之畏友編』）
- 高橋美佳子（『サムライスピリッツ 天下一剣客伝』）

## 関連人物
- ナコルル - 同一人物
- リムルル - 守るべき者
- シクルゥ - パートナー